# Vieux Kandahar

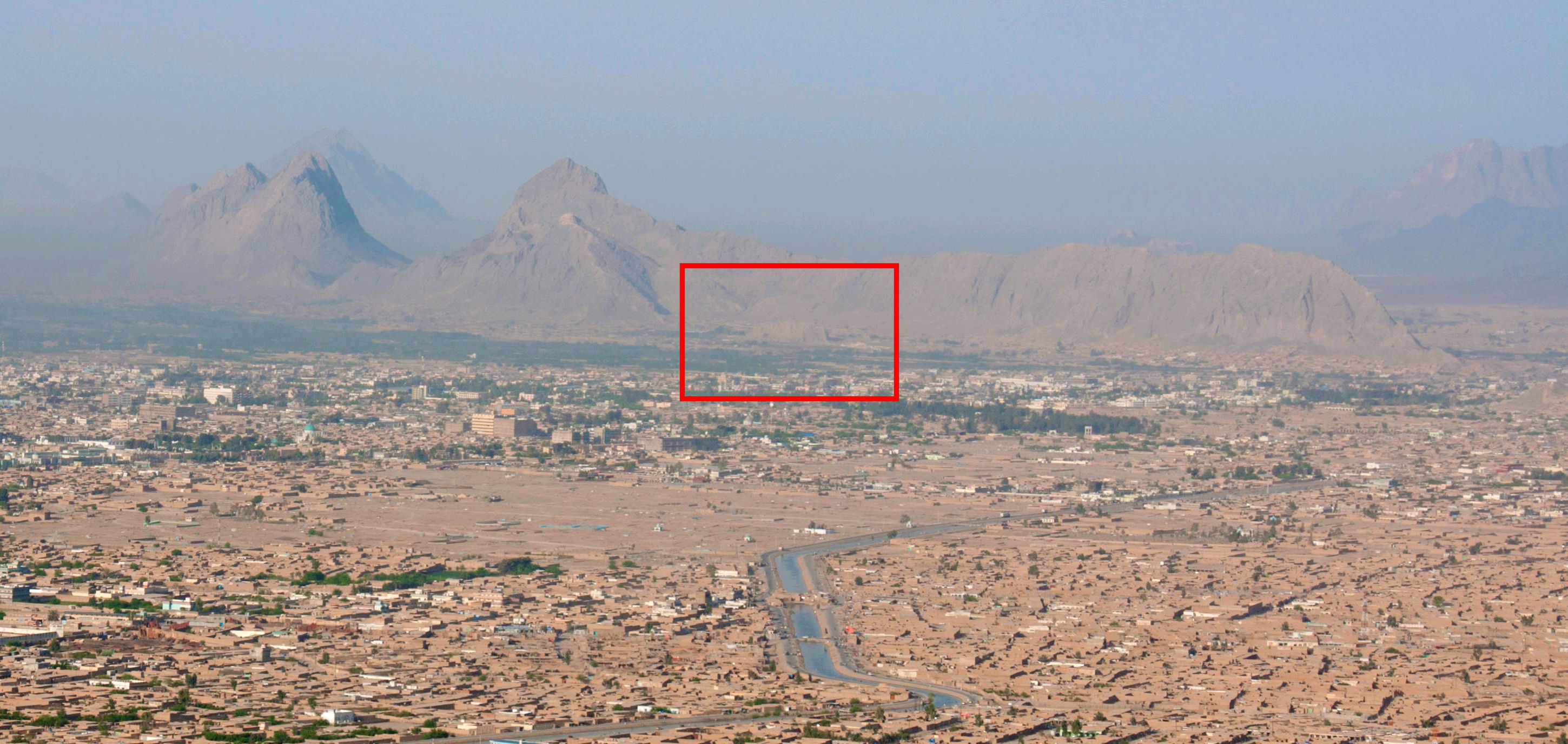
Ancienne ville du vieux Kandahar (rouge) sur le côté ouest de la ville moderne de Kandahar.

Le Vieux Kandahar (connu localement comme Zorr Shaar; pachto : زوړ ښار, signifiant "Vieille Ville") est une section historique de la ville de Kandahar , dans le sud de l'Afghanistan.

## Alexandrie d'Arachosie
On pense que la ville a été fondée par Alexandre le Grand en 330 av. J.-C. sous le nom d'Alexandrie d'Arachosie, et a servi comme siège du pouvoir pour de nombreux dirigeants durant les 2000 dernières années.
De nombreuses inscriptions en grec ont été retrouvées, gravées soit par des grecs eux-mêmes, soit par l'empereur Maurya Ashoka quand il affirma son contrôle de ces régions peuplées de populations grecques (qu'il désigne sous le nom de Yavanas (en)).

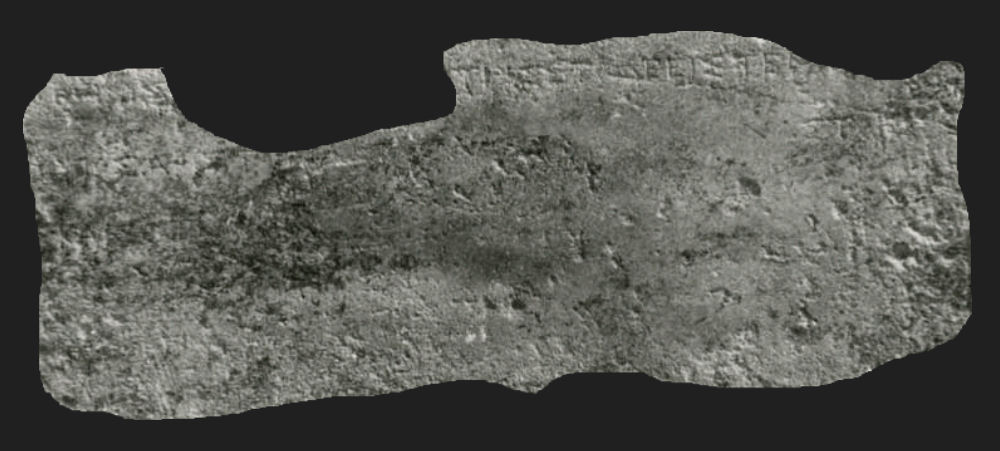
Inscription en Grec du "fils d'Aristonax", IIIe siècle av. J.-C.
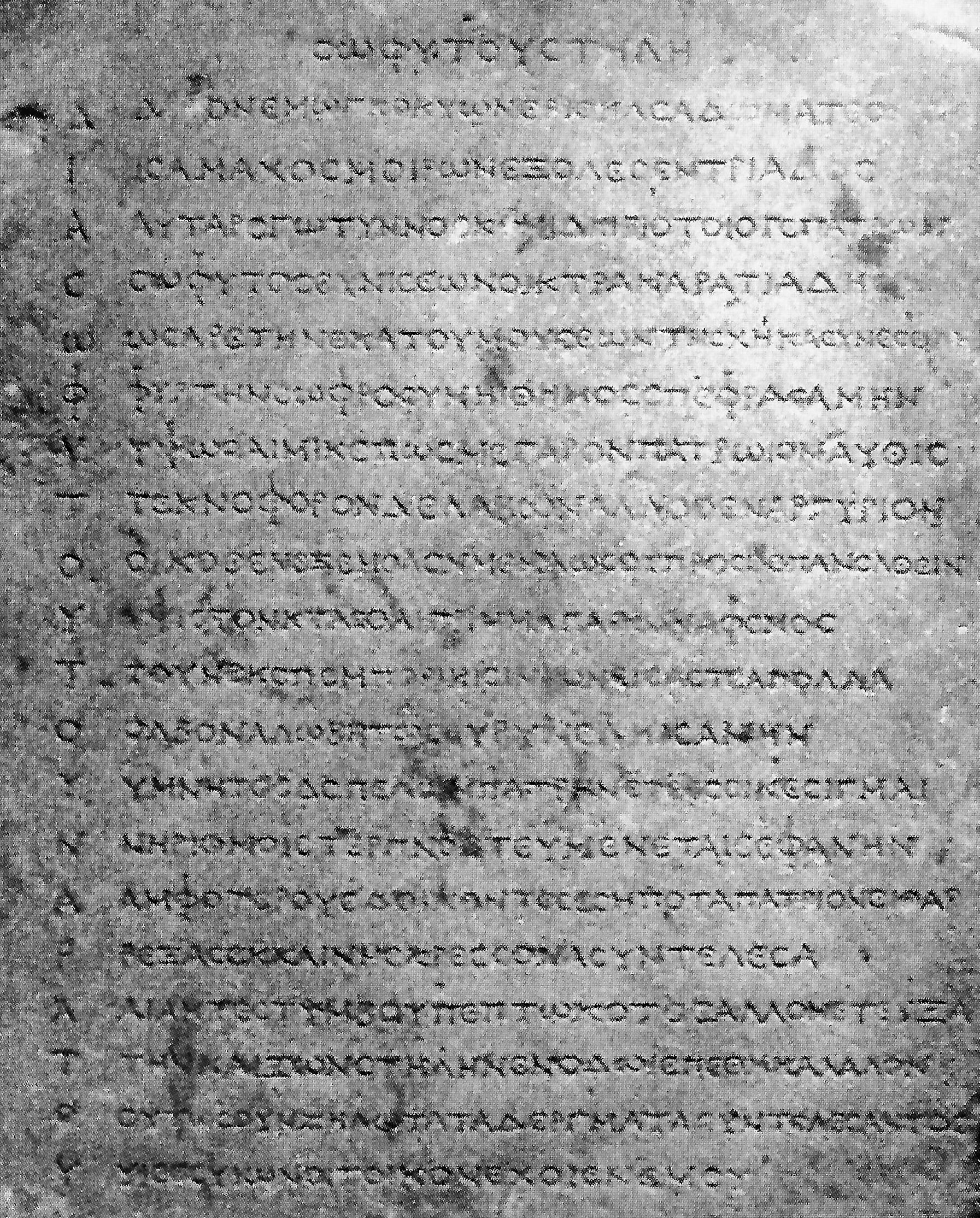
Inscription de Sophytos
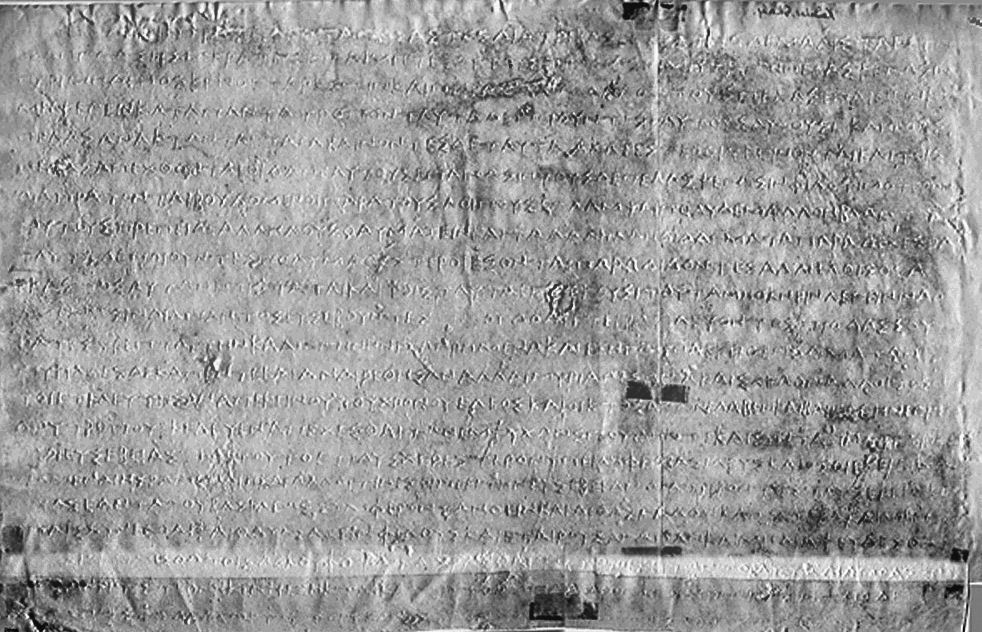
Édits grecs d'Ashoka
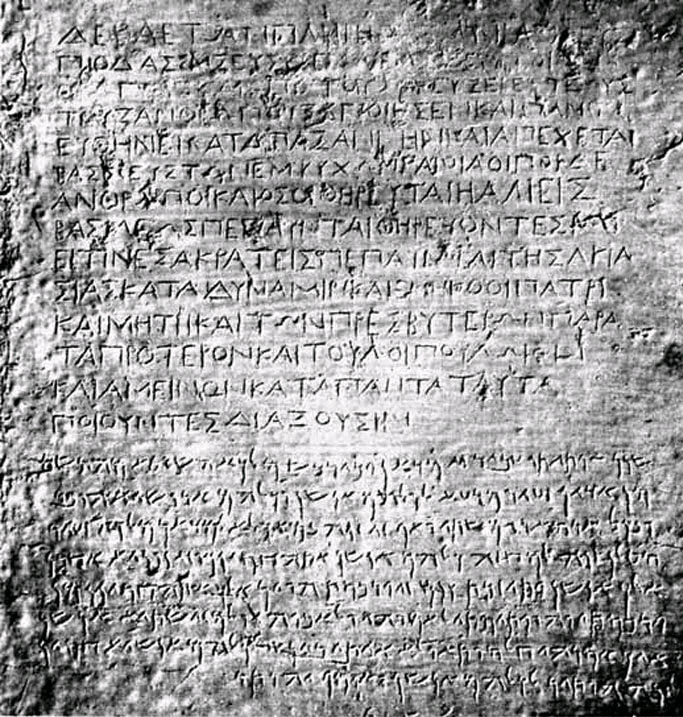
Édit bilingue de Kandahar (Empereur Ashoka)

## Périodes suivantes
Cette ville fit ensuite partie de nombreux empires, y compris les Mauryans (322–185 av. J.-C.), les Indo-Scythes (200 av. J.-C.–400 apr. J.-C.), les Sassanides, les Califes bien guidés, les Zunbils, les Saffarides, les Ghaznévides, les Ghorides, les Timourides, les Moghols, les Séfévides, les Hotakis etc.. C'était l'une des principales villes d'Arachosia, une région historique assis entre l'Iran et la Civilisation de Vallée d'Indus. La ville a souvent été la cible de conquête en raison de son emplacement stratégique dans le Sud de l'Asie, le contrôle de la principale route commerciale reliant le sous-continent Indien, le Moyen-Orient, l'Asie Centrale et le Golfe persique.
La ville a souvent été l'objet de combats par les Perses et les Moghols, jusqu'à ce qu'elle fut détruite par Nâdir Châh et ses forces afcharides en 1738, après avoir vaincu Hussain Shah Hotak, le dernièr roi Hotaki. Après la destruction de cette vieille ville, tous les habitants ont été relogés à proximité d'une zone qui est devenu connu comme "Naderabad" pour un court laps de temps, d'après le nom Nader Shah. En 1750, Ahmad Shah Durrani, avait établi l'actuelle ville de Kandahar, et en fit la capitale de son Durrani Empire.

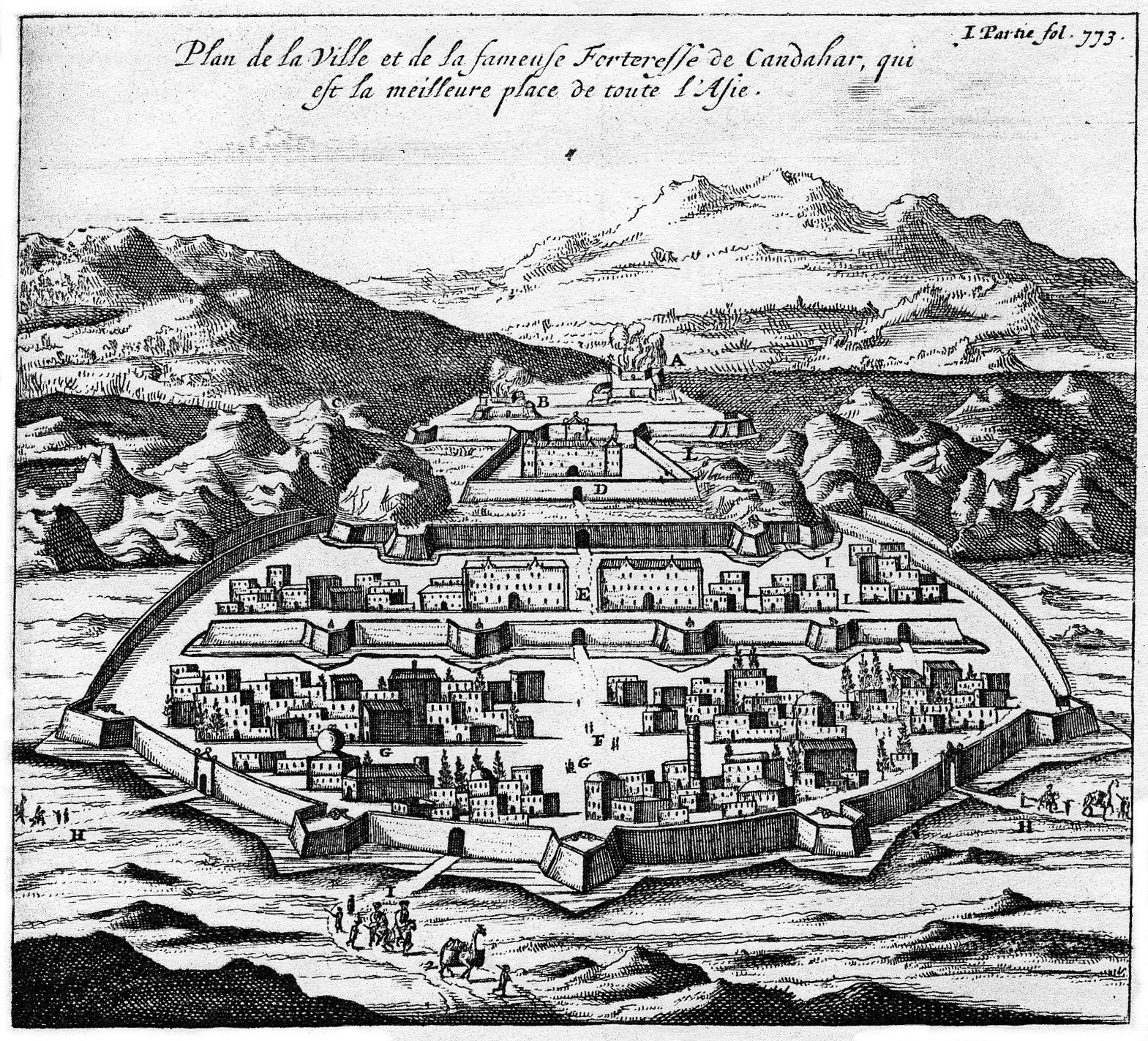
Description de la forteresse en 1712 selon Tavernier, "la meilleure forteresse d'Asie".
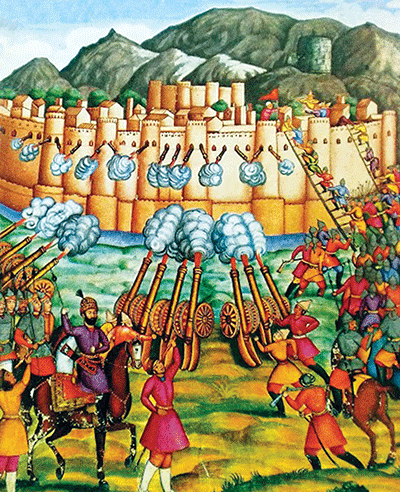
Siège de Kandahar (1737)
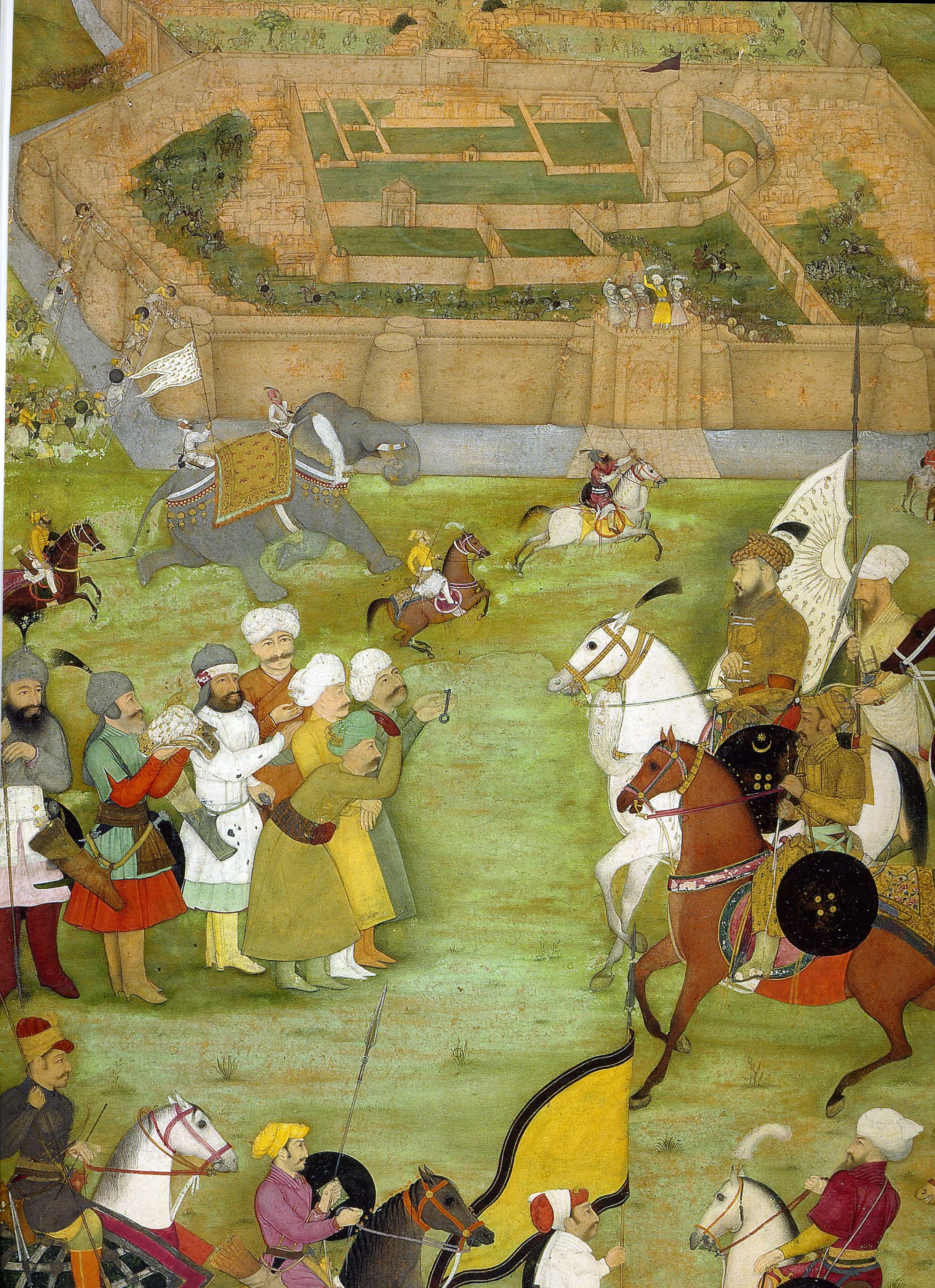
Reddition de l'armée Chiite Safavide, en 1638, à l'armée Moghol de l'empereur Shah Jahan, commandée par Kilij Khan.
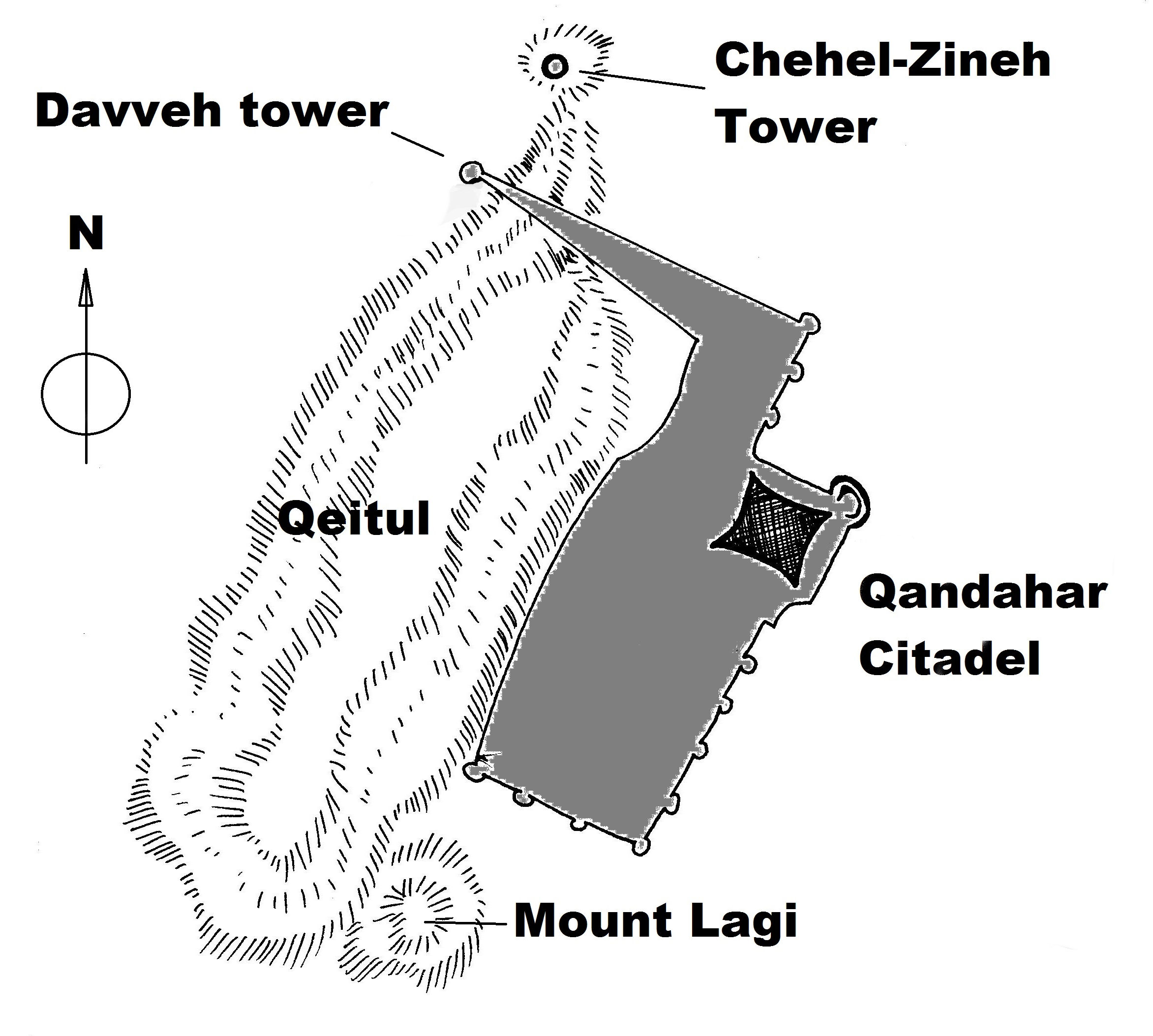
Plan des fortifications du Vieux Kandahar avec la citadelle au centre.
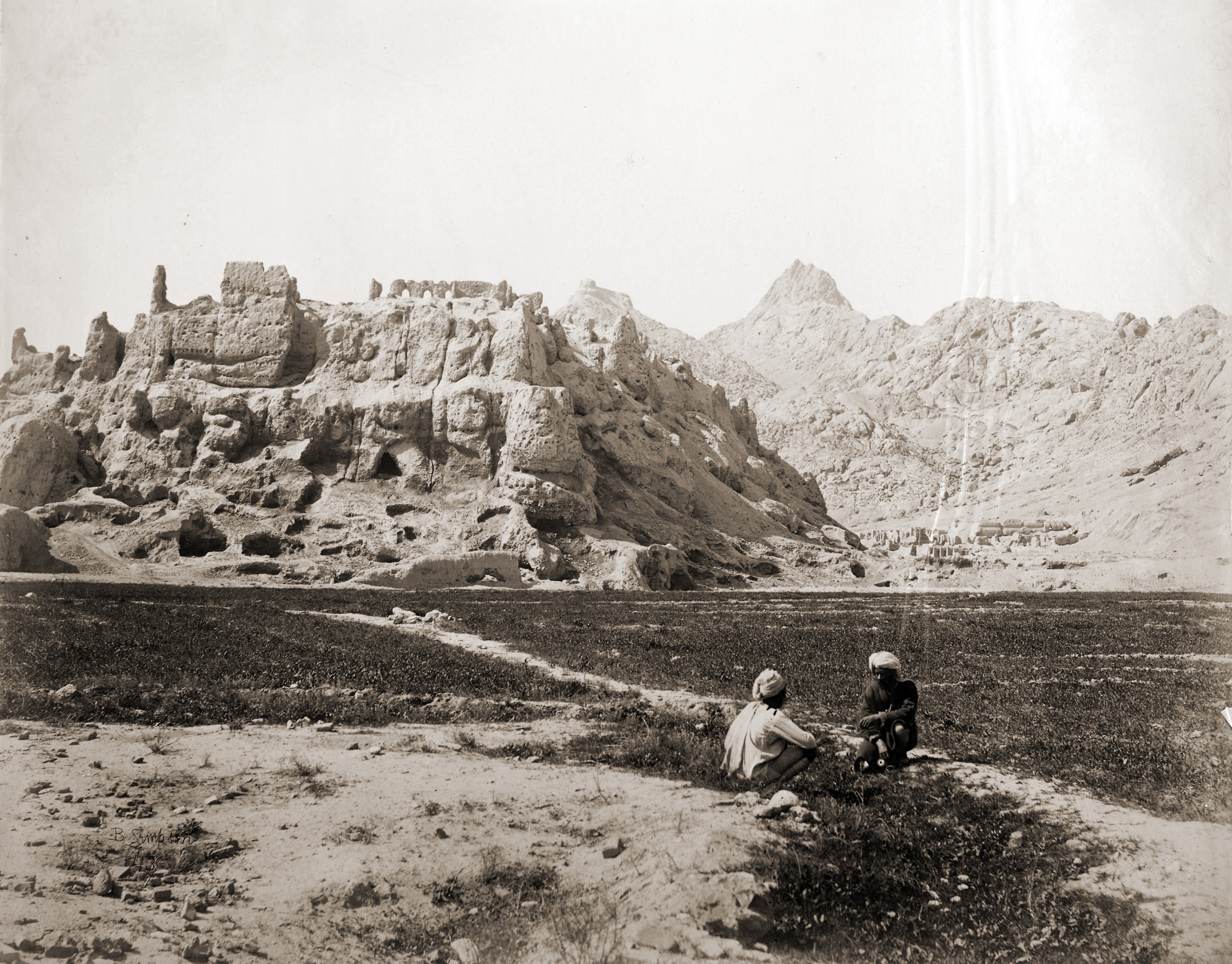
Photo de 1881 montrant les ruines de la citadelle de Kandahar, qui fut aussi la citadelle de Shah Hussain Hotaki qui a été détruite par les forces afcharides de Nâdir Châh en 1738.